# Víctor Tasca
Víctor Tasca (Verona, Véneto, Reino de Italia; 11 de mayo de 1922 - Buenos Aires, Argentina; 14 de mayo de 1977) fue un actor cómico, director de televisión y guionista de nacionalidad italiana que hizo su carrera en Argentina. Su hermano era el también actor Luis Tasca.

## Carrera
Nacido en Verona, Italia en 1922, viajó junto a su familia inmigrante siendo aún muy joven a la Argentina para comenzar una nueva vida allá alejada de la guerra y los problemas sociopolíticos por los que pasaba ese país por esos momentos. Sus hermanos fueron el director José María Tasca y el primer actor Luis Tasca, este último casado con la actriz Lilián Blanco.
Debuta en actor en el teatro en roles secundarios. 
En la pantalla grande comenzó su carrera con la película de 1960, Los acusados, dirigido por Antonio Cunill (h), junto con Silvia Legrand, Mario Soffici y Guillermo Battaglia. Luego vinieron filmes como Delito (1962) con dirección del chino Ralph Pappier,  Cristóbal Colón en la Facultad de Medicina y El mago de las finanzas, ambas de 1962, protagonizados por José Marrone y Juanita Martínez. Se despide del cine en 1969 con Desnuda en la arena de la mano de Armando Bó, junto a Jorge Porcel e Isabel Sarli (con quien un año antes había trabajado en Carne). En 1972 se desempeñó como guionista de la película He nacido en la ribera, dirigida por Catrano Catrani, y que tuvo como protagonistas a Luis Tasca, Susana Giménez y Santiago Bal.
En televisión trabajó en ciclos como La esquina del tango de Abel Santa Cruz, con Luis Tasca, María Concepción César, Perla Santalla y Enrique Dumas, Una pandilla para el recuerdo de Susana Ruibai y dirección de Maurice Jouvet, junto a Jorge Garayoa y Angélica Palmer, y el ciclo Teatro Alegre con Malvina Pastorino, Roberto Airaldi, Rodolfo Machado, Lucio Deval y Ricardo Castro Ríos. Escribió los libretos del programa Telecomedias que dirigió Emilio Ariño.
El actor Víctor Tasca falleció a los 55 años de edad el sábado 14 de mayo de 1977.

## Filmografía
Como actor:
- 1969: El bulín............................esposo italiano
- 1969: Desnuda en la arena
- 1968: Carne.
- 1962: El mago de las finanzas.....................................amigo de Feliciano
- 1962: Cristóbal Colón en la Facultad de Medicina.......estudiante gordo
- 1962: Delito.
- 1960: Los acusados.

Como guionista:
- 1972: He nacido en la ribera.

## Televisión
- Telecomedias.
- La esquina del tango.
- Una pandilla para el recuerdo.
- Teatro Alegre.
- El viejo reservista con Guillermo Battaglia y Sombra Rius.

## Teatro
- 1973: Me enamoré de una bruja de Pascual Tudino, actuada por María Estela Lorca y Alfredo de la Peña.